# Сетов, Иосиф Яковлевич
Иосиф Яковлевич Сетов (настоящая фамилия Сетгофер-Сетгоф; 24 декабря 1826 (5 января 1827), Москва — 26 декабря 1893 (7 января 1894), Киев) — оперный певец (тенор), режиссёр, антрепренёр.

## Биография
Родился в семье выходцев из Венгрии.
Окончив юридический факультет Московского университета, определился чиновником Министерства народного просвещения. Однако вскоре покинул Москву, уехав в Санкт-Петербург, и там стал обучаться игре на виолончели, педагог — Гросс. Отправился в Европу, где продолжил образование. В 1846 году изучал архитектуру в Париже. Начал серьёзно заниматься вокалом: в Неаполе (педагоги Дж. Меркаданте, П. Гульельми, П. Романи), во Флоренции (педагог В. Ломбарди) и в Париже (педагог Дж. Бордоньи). Познакомился с певцами Ж. Дюпре, Дж. Рубини.
В 1854 году дебютировал на оперной сцене в итальянском городе Ареццо и через какое-то время успешно выступал во Флоренции, Ливорно, Милане, Париже, Тунисе в различных оперных партиях, а кроме того исполнял и собственные произведения.
Вернулся в Россию и продолжил вокальную карьеру, дебютировав 20 сентября 1855 года в партии Сэра Эдгара Равенсвуда в опере Г. Доницетти «Лючия ди Ламмермур» в Петербургской императорской труппе (Мариинский театр). На этой сцене он проработал до 1864 года, когда переехал в Москву, где в 1864—1868 годах был солистом московского императорского Большого театра, а с 1865 года, помимо артистической деятельности в Большом театре, начал режиссёрскую. В Большом театре И. Я. Сетов прослужил до 1868 года, а в 1868—1872 — режиссёр петербургского Мариинского театра.
Владел увеселительными садами «Аркадия» и «Ливадия» в Новой Деревне.
Завершив вокальную деятельность и уволившись из системы императорских театров, И.Сетов начал заниматься предпринимательством и открыл собственную антрепризу в Киеве, где ставились оперы и оперетты — в столицах существовала монополия Императорских театров, отмененная лишь в 1882 году. Первая антреприза существовала в 1874—1883, потом он перестал набирать постоянную труппу и, арендовав в 1886 году городской театр (ныне там находится Национальный театр русской драмы имени Леси Украинки), приглашал гастролеров; через некоторое время продолжил эту работу с постоянной труппой: в 1892—1893 как антрепренёр и режиссёр Киевского городского театра. Туда, в Киев, он и переселился. В летние месяцы, когда императорские театры уходили на отдых, антреприза Сетова гастролировала в Москве и Петербурге, а кроме того выезжала на гастроли в Одессу. Именно благодаря антрепренёрской деятельности Сетова впервые взошли на сцену многие музыкальные постановки. Впервые в Киеве поставил оперы «Опричник» Чайковского (1874) и «Хованщина» М. Мусоргского (1892). И. Я. Сетов очень скрупулёзно отбирал актёров для своей труппы, чем сформировал её высокий уровень. Пружанский А. М. пишет: «Эти постановки отличались слаженным ансамблем певцов (…), хора и балета». Высокий уровень постановок и исполнительского искусства вывел антрепризу Сетова на очень высокий уровень. Там начинали свою творческую деятельность многие молодые талантливые певцы. Как антрепренёр И.Я Сетов сыграл огромную роль в истории русской провинциальной оперной сцены.
У И. Я. Сетова работали: театральный режиссёр А. А. Яблочкин, дирижёр и хормейстер И. К. Альтани, певцы Е. А. Лавровская, А. Ляров, Е. П. Кадмина, Д. А. Орлов, Ф. И. Стравинский, Л. Люценко, Ю. Я. Махина, А. Г. Меньшикова, О. Пускова, В. М. Зарудная, П. П. Фигуров, Л. Д. Донской, Е. Г. Азерская, А. И. Бреви, М. Е. Медведев, Л. М. Клементьев, В. П. Шкафер.
У Сетова брали уроки пения или готовили партии под его руководством Н. А. Андреев, А. Г. Борисенко, А. Городцов, А. А. Латышева.
Преподавал в Петербурге, затем в Московской консерватории (1866—1868; профессор пения и декламации), затем — в Петербургском театральном училище.
Был женат на Пальмире Аннато, бывшей цирковой артистке.
Архивные материалы И. Я. Сетова за 1863—1874 года имеются в РГАЛИ (Ф. 946, 3 ед. хр.).
Умер в Киеве 26 декабря 1893 (7 января 1894) года. Похоронен в некрополе Аскольдовой могилы.

## Исполнительская деятельность
Пружанский А. М. пишет о певце:

Обладал небольшим голосом несколько гортанного, сдавленного звучания, в среднем регистре менее звучного, чем в верхнем (зарубеж. критики сравнивали его голос с голосом Н. Иванова). Обладал высокой вокальной и муз. культурой, ярким сцен. дарованием. Пришёл на рус. оперную сцену как представитель итальянского стиля пения. Исполнение страдало ложной аффектацией и напряженностью, со временем приобрело тонкость, глубину, благородство простоты.— Пружанский А. М. Отечественные певцы. 1750—1917: Словарь.
В концертных выступлениях пел п/у К. Н. Лядова, Э. Ф. Направника, И. О. Шрамека.
Среди исполненных оперных партий:
- 1855 — «Лукреция Борджиа» Г. Доницетти — Дженнаро (впервые в Петербурге)
- 1857 — «Фенелла, или Немая из Портичи» Д. Обера — Мазаниелло (некоторые музыковеды полагают, что это было первое исполнение данной партии в Петербурге[3][10]; однако многие источники утверждают, что опера уже ставилась там в начале 1830-х, а партию Мазаниелло, правда, переименованного по политическим причинам в Фиорелло исполнял К.Голланд[11][12])
- 1857 — «Индра» Ф. Флотова — Дон Себастьян
- 1867 — «Дети степей, или Украинские цыгане» А. Рубинштейна — Ваня
- 1859 — «Виндзорские кумушки» О. Николаи — Фентон
- 1859 — «Трубадур» Дж. Верди — Манрико
- 1859 — «Мазепа» Б. Фитингофа-Шеля — Мазепа (первый исполнитель; в 1866 году исполнил ту же партию в императорском Большом театре, став также первым исполнителем партии на этой сцене[3])
- 1860 — «Кроатка, или Соперницы» О. И. Дютша — Георгий (первый исполнитель)
- 1860 — «Гонзаго» («Густав III, или Бал-маскарад») Д. Обера — Граф Гектор Гонзаго
- 1862 — «Гугеноты» Дж. Мейербера — Рауль де Нанжи
- 1863 — «Юдифь» А. Серова — Ахиор (первый исполнитель; в 1865 году исполнил ту же партию в императорском Большом театре, став также первым исполнителем партии на этой сцене[3])
- 1865 — «Жидовка» Ж. Ф. Галеви — Элеазар (впервые в Большом театре; до того в 1859 исполнял на других сценах[3])
- 1867 — «Торжество Вакха» А. Даргомыжского — 1-й грек (первый исполнитель)
- «Фра-Дьяволо, или Гостиница в Террачине» Д. Обера — Фра-Дьяволо
- «Роберт-Дьявол» Дж. Мейербера — Роберт
- «Пуритане» В. Беллини — Артур
- «Сомнамбула» В. Беллини — Эльвино
- «Страделл» Ф. Флотова — Алессандро
- «Марта, или Ричмондский рынок» Ф. Флотова — Лионель

Среди партнёров по оперной сцене: А. Р. Анненская, В. Л. Бианки, А. А. Булахова, В. И. Васильев, П. И. Гумбин, Ю. К. Кох, А. А. Латышева, Л. И. Леонов, Д. М. Леонова, Майкова-Попова, О. А. Петров.

## Режиссёрская деятельность
- 1878 — «Илья Муромец, или Русские богатыри» Л. Малашкина (императорская сцена, первая постановка)
- «Каменный гость» А. Даргомыжского (императорская сцена)
- «Фауст» Ш. Гуно (императорская сцена)
- 1874 — «Галька» С. Монюшко (на рус. яз., впервые в Киеве)
- 1874 — «Опричник» П. Чайковского (на премьере присутствовал композитор, впервые в Киеве)
- 1875 — «Лючия ди Ламмермур» Г. Доницетти (в Киеве)
- 1876 — «Аида» Дж. Верди (на рус. яз., в Киеве)
- 1878 — «Африканка» Дж. Мейербера (на рус. яз., в Киеве)
- 1879 — «Мазепа» П. Чайковского (в Киеве)
- 1879 — «Фенелла, или Немая из Портичи» Д. Обера (на рус. яз., в Киеве)
- 1879 — «Рогнеда» А. Серова (в собственной антрепризе)
- 1882 — «Тангейзер» Р. Вагнера (в Киеве; вторая постановка в 1893)
- 1892 — «Хованщина» М. Мусоргского (в Киеве)
- 1892 — «Черноморцы» Н. Лысенко (в Киеве)
- 1893 — «Алеко» С. В. Рахманинова (в Киеве)
- 1893 — «Паяцы» Р. Леонкавалло (в Киеве)
- «Жизнь за царя» М. Глинки (в собственной антрепризе)
- «Фауст» Ш. Гуно (в собственной антрепризе)
- «Гугеноты» Дж. Мейербера (в собственной антрепризе)
- «Трубадур» Дж. Верди (в собственной антрепризе)
- «Линда ди Шамуни» Г. Доницетти (в собственной антрепризе)

## Композиторская деятельность
Автор небольших пьес и романсов, с которыми выступал ещё со времен работы в Неаполе (1854).
Романсы:
- на сл. А. Козлова: «Звезда» («Ты унеслась, моя звезда»), «Звездочка» («Ярко светит звездочка»), «Милой» («Поверь мне»), «Надежды нет», «Напрасно» («Много чувства в груди»), «Улыбнись, красна девица»
- на сл. М. Лермонтова: «Не женися, молодец» («Черкесская песнь»), «Я говорил тебе» («Не смейся над моей пророческой тоской»);
- на сл. Н. Куликова: «Песнь бандита» («Пустынник добровольный»), «Терпела, страдала», «Ты моя», «Ты радостью земли была»;
- на сл. А. Кольцова: «Так и рвется душа».